# Robby Steinhardt
Pour les articles homonymes, voir Steinhardt.
Robert Eugene Steinhardt, dit Robby Steinhardt, né le 25 mai 1950 à Chicago (Illinois) et mort le 17 juillet 2021 à Tampa (Floride), est un violoniste et chanteur américain de rock.
Il est surtout connu pour son travail avec le groupe Kansas, pour lequel il a été co-chanteur, leader et maître de cérémonie en compagnie du claviériste Steve Walsh, de 1972 à 1982 et de 1997 à 2006. Ces deux derniers sont les seuls membres originaux du groupe qui ne sont pas originaires de Topeka.

## Biographie

### Jeunesse
Robby Steinhardt grandit à Lawrence (Kansas. Il est le fils adoptif d'Ilse et de Milton Steinhardt, directeur de l'histoire de la musique à l'université du Kansas. Robby Steinhardt commence les cours de violon à huit ans et suit une formation classique. Lorsque sa famille se rend en Europe, le jeune Robert y joue dans quelques orchestres,. Il étudie à la Lawrence High School (en) et occupe le poste de premier violon pendant ses années de lycée. Il déclarera souvent que rejoindre un groupe de rock l'a amené à développer de mauvaises habitudes de jeu, dont l'une consiste à tenir son violon sur le côté de sa tête pour mieux s'entendre à travers les amplis de guitare et le système de sonorisation[réf. nécessaire].

### Débuts dans Kansas (1972-1982)
Robby Steinhardt rejoint le groupe White Clover reformé en 1972, lequel adoptera le nom de Kansas avant son premier album en 1974.
Le son du violon de Robby Steinhardt et son interaction avec la guitare et les claviers contribuent à définir la sonorité de Kansas. Sa voix de baryton fournit un contraste avec celle aiguë de ténor du chanteur Steve Walsh. Les deux hommes chantent souvent en harmonie, Robby Steinhardt avec la voix la plus grave. En particulier, le violon, l'alto et la voix de Robby Steinhard sont mis en valeur sur la célèbre ballade acoustique Dust in the Wind, sortie en single en 1977. Cependant, ce dernier déclare qu'exceptées les chansons sur lesquelles il est crédité comme auteur - environ une demi-douzaine - les parties de violon (et occasionnellement d'alto) sont écrites pour lui, généralement par Kerry Livgren[réf. nécessaire].
En 1980, Robby Steinhard, Steve Walsh et le batteur Phil Ehart jouent sur Seeds of Change, le premier album solo de leur partenaire de Kansas, Kerry Livgren.
Robby Steinhardt quitte le groupe après la tournée Vinyl Confessions de 1982 pour des raisons personnelles : il ne se présente pas à l'enregistrement de Drastic Measures, l'album suivant de Kansas. Le groupe continue alors sans violoniste avant d'embaucher David Ragsdale en 1995.

### Projets divers (1983-1996)
Robby Steinhardt crée alors son propre groupe, Steinhardt-Moon, en compagnie de Rick Moon. Il est aussi membre du Stormbringer Band de 1990 à 1996, enregistrant deux CD durant son passage dans ce groupe. Il contribue également à un album hommage à Jethro Tull, To Cry You a Song: A Collection of Tull Tales sur Magna Carta Records.

### Retour dans Kansas (1997-2006)
Robby Steinhardt réintègre Kansas en 1997. Lors des concerts du groupe, il officie comme maître de cérémonie en compagnie de Kerry Livgren comme ce dernier le décrit : « Robby avait une fonction unique en tant que violoniste, second chanteur et maître de cérémonie en concert. Robby Steinhardt était le lien entre le groupe sur scène et le public. »
Début 2006, Robby Steinhardt quitte à nouveau le groupe d'un commun accord en raison du rythme des tournées : le groupe donne en moyenne près de cent concerts par an depuis le retour de Robbie. David Ragsdale le remplace à nouveau comme violoniste.

### L'après Kansas (2006-2021)
En 2018, le producteur Michael T. Franklin demande à Robby Steinhardt de jouer sur le titre Active, de Jon Anderson, ancien chanteur de Yes. L'album 1000 Hands Chapter One intègre un nombre important d'artistes de rock classique, de musique du monde et de jazz. En 2020, Robby Steinhardt et le producteur Michael Franklin commencent à travailler sur un projet solo pour Steinhardt. La sortie de l'album est prévue pour fin 2021.

### Mort
En 2021, Robby  Steinhardt commence des répétitions pour une tournée nationale lorsqu’il tombe malade. Le 17 juillet, il meurt à l'âge de 71 ans des suites d'une pancréatite aiguë.

## Vie privée
Robby Steinhardt était marié à Cindy dont il avait eu une fille, Becky.

## Discographie

### Kansas
| - Kansas (1974) - Song for America (1975) - Masque (1975) - Leftoverture (1976) - Point of Know Return (1977) - Monolith (1979) - Audio-Visions (1980) - Vinyl Confessions (1982) - Always Never the Same (1998) - Somewhere to Elsewhere (2000) | - Two for the Show (1978) - Device, Voice, Drum (2002) - The Best of Kansas (1984) - Carry On (1992) - The Kansas Boxed Set (1997) - The Ultimate Kansas (2002) - Sail On: The 30th Anniversary Collection (2004) - On the Other Side (2005) - Works in Progress (2006) |

### Steinhard-Moon
- Steinhard-Moon (1996)

### Participations
- Kerry Livgren : Seeds of Change (1980)
- To Cry You a Song: A Collection of Tull Tales on (1996)
- Jon Anderson : 1000 Hands Chapter One (2018)